# Distretto regionale di Cowichan Valley
Il distretto regionale di Cowichan Valley (CVRD) è un distretto regionale della Columbia Britannica, Canada di 76.929 abitanti, che ha come capoluogo Duncan.

## Comunità
- Città e comuni
  - Duncan
  - Ladysmith
  - Lake Cowichan
  - North Cowichan
- Villaggi e aree esterne ai comuni
  - Cowichan Valley A
  - Cowichan Valley B
  - Cowichan Valley C
  - Cowichan Valley D
  - Cowichan Valley E
  - Cowichan Valley F
  - Cowichan Valley G
  - Cowichan Valley H
  - Cowichan Valley I